# Sân bay Mtwara
Sân bay Mtwara (IATA: MYW, ICAO: HTMT) là một sân bay ở thành phố Mtwara, Tanzania.

## Hãng hàng không và điểm đến
| Hãng hàng không | Các điểm đến  |
| --------------- | ------------- |
| Air Tanzania    | Dar es Salaam |
| Precision Air   | Dar es Salaam |